# Bicinicco
Bicinicco (friülà Bicinins) és un municipi italià, dins de la província d'Udine. L'any 2007 tenia 1.911 habitants. És inclòs dins la comarca de Bassa Friülana. Limita amb els municipis de Castions di Strada, Gonars, Mortegliano, Pavia di Udine i Santa Maria la Longa.

## Administració
| Període | Identitat      | Partit        |
| ------- | -------------- | ------------- |
| 2004-   | Dino Strizzolo | Llista cívica |